# Emil Berndt

Emil Berndt

Emil Berndt (* 16. Januar 1874 in Vietzig, Kreis Usedom-Wollin in Pommern; † 28. August 1954 in Wiesbaden) war ein deutscher Jurist und Politiker (DNVP).

## Leben und Beruf
Nach dem Volksschulabschluss in Vietzig besuchte Berndt das Realprogymnasium in Wollin, wechselte dann auf das Schiller-Realgymnasium in Stettin und bestand 1893 das Abitur am Stettiner Stadtgymnasium. Anschließend begann er ein Studium der Medizin an der Julius-Maximilians-Universität Würzburg, das er jedoch nach nur einem Semester vorzeitig beendete. Danach wechselte er die Fakultät und nahm 1894 ein Studium der Rechts- und Staatswissenschaften an den Universitäten in Würzburg und Gießen auf, das er 1896 mit dem ersten und 1900 mit dem zweiten juristischen Staatsexamen abschloss. Er wurde daraufhin zum Gerichtsassessor ernannt und arbeitete zunächst bei einem Rechtsanwalt in Mainz. Später war er als stellvertretender Amtsrichter in Alzey, Gernsheim und Mainz tätig.
1893 wurde er Mitglied der Burschenschaft Cimbria Würzburg und 1894 Mitglied der Burschenschaft Alemannia Gießen.
Berndt, der zuvor Wehrdienst bei der 2. reitenden Batterie des Bayerischen Feldartillerie-Regimentes Nr. 5 in Landau geleistet hatte, nahm seit August 1914 als Soldat am Ersten Weltkrieg teil, zunächst als Oberleutnant, zuletzt als Hauptmann und Batteriechef. Im April 1916 wurde er zwecks Übernahme eines Teiles der Lebensmittelversorgung vom Berliner Magistrat zurückberufen.

## Partei
Berndt trat nach der Novemberrevolution in die DNVP ein und wurde im Oktober 1919 in den Berliner Landesvorstand der Partei gewählt. Außerdem war er seit ihrer Gründung im Februar 1920 Erster Vorsitzender der Deutschnationalen Beamtenschaft, im Anschluss daran deren Ehrenvorsitzender.

## Abgeordneter
Bei der Reichstagswahl im Juni 1920 wurde Berndt in den Deutschen Reichstag gewählt, dem er bis November 1933 angehörte. Im Parlament vertrat er die Wahlkreise Berlin und Potsdam II. Von 1924 bis 1932 war er stellvertretender Vorsitzender der DNVP-Reichstagsfraktion.

## Öffentliche Ämter
Berndt war von 1907 bis 1912 Beigeordneter in Mainz und von Mai 1912 bis 1920 Stadtrat in Berlin. Er amtierte seit 1921 als Bezirksbürgermeister in Schöneberg.